# Aeropuerto Guillermo Gaviria Correa
El Aeropuerto Guillermo Gaviria Correa es el aeropuerto del municipio de Frontino, en el departamento de Antioquia (Colombia). Está ubicado al sur de la cabecera municipal. 
Este aeropuerto fue primeramente una pista de grama. El aeropuerto fue pavimentado el 4 de agosto de 2004 y le dieron el nombre en honor al fallecido exgobernador de Antioquia Guillermo Gaviria Correa. Está ubicado a 5 km del Parque Principal. Este puede recibir vuelos chárter desde Medellín.